# Pěnice hnědokřídlá
Pěnice hnědokřídlá (Sylvia communis) je malým druhem pěvce z čeledi pěnicovitých (Sylviidae).

## Taxonomie
Polytypický druh se 4 subspeciemi:
- S. c. communis Latham, 1787 – hnízdí v Evropě, severním Turecku a severozápadní Africe; zimuje hlavně v západní a střední Africe.
- S. c. volgensis Domaniewski, 1915 – hnízdí v rozmezí od jihovýchodní části evropského Ruska východně po jihozápadní Sibiř a Kazachstán; zimoviště nejsou přesně známá.
- S. c. icterops Ménétries, 1832 – hnízdí v Turecku, Levantu, Kavkazu, Zakavkazí a v rozmezí od severního Íránu východně po Turkmenistán; zimuje ve východní a jižní Africe.
- S. c. rubicola Stresemann, 1928 – hnízdí v rozmezí od Altaje východně po severní Mongolsko; zimuje ve východní a jižní Africe.

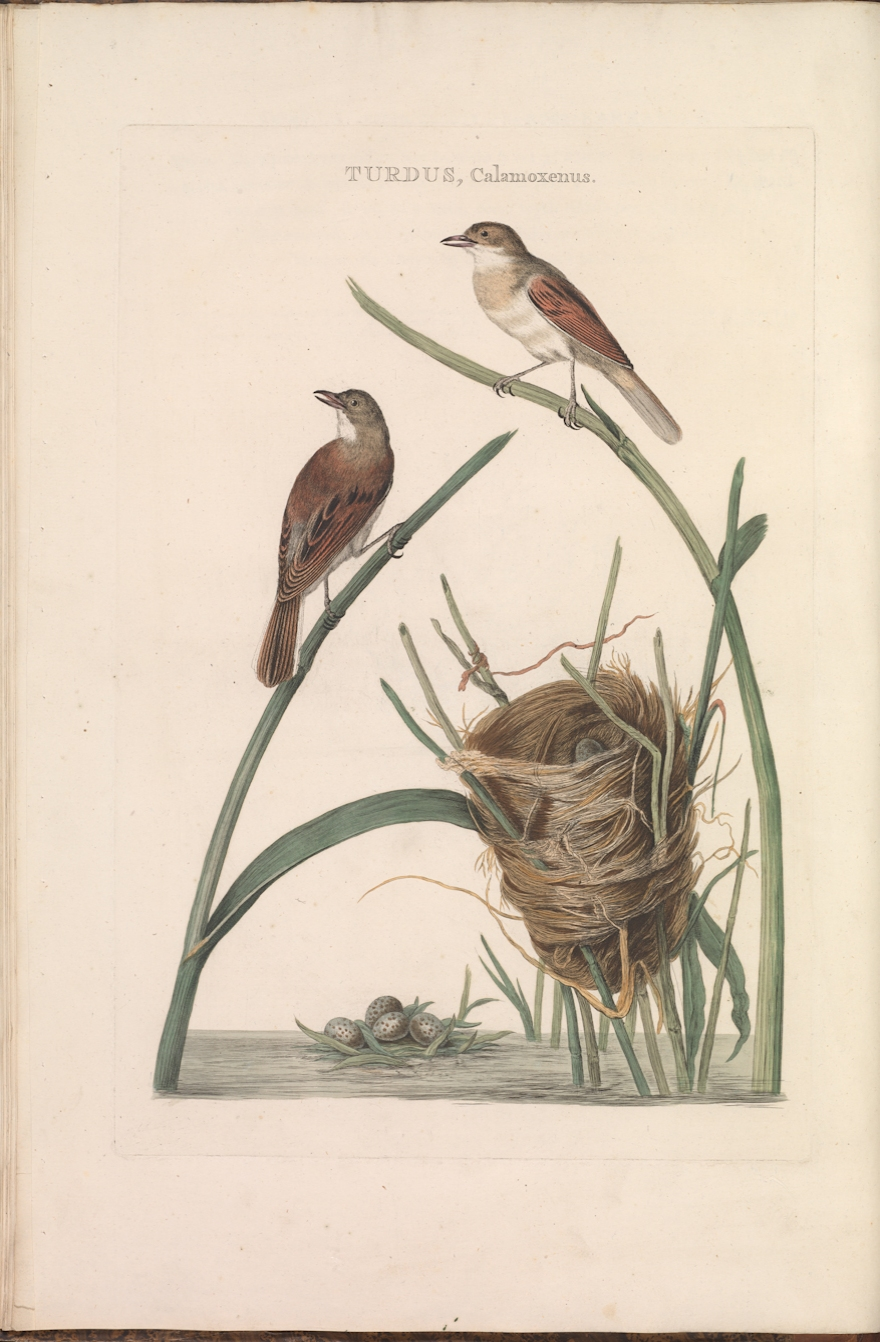
Sylvia communis
in Nederlandsche Vogelen (en:Dutch Birds), Vol. 2 (1789)

## Popis
- délka: 13–15 cm
- rozpětí křídel: 19–23 cm.
- hmotnost: 12–17 g.

Menší než vrabec. Svrchní stranu těla má šedohnědou, spodinu bělavou a boky světle hnědé. Ramenní letky a velké krovky jsou rezavohnědě vroubené. Ocas má tmavý, se světlými vnějšími okraji, krk bílý a končetiny hnědé. Je pohlavně dimorfní. Samci mají šedou hlavu, široký bílý proužek kolem oka, narůžovělou hruď a okrově červené duhovky. Samice mají hlavu hnědavou, hruď světle béžovou a duhovky hnědé. Mladí ptáci se podobají samicím.

## Hlas
Zpěv, kterým se samci ozývají z vyvýšených míst nebo za krátkého třepotavého letu, je rychlý, hlasitý a složený z řady žvatlavých zvuků. Vábí tlumeným „vehd–vehd“ nebo „void–void“, varuje hrubým „varr“.

## Rozšíření
Hnízdí ve většině Evropy s výjimkou severní Skandinávie, v Malé, západní a střední Asii a severozápadní Africe. Ve střední Evropě se zdržuje od dubna do září. Náleží mezi druhy tažné na dlouhou vzdálenost, zimuje v subsaharské Africe, Arábii a Pákistánu. K hnízdění vyhledává otevřené krajiny s porosty keřů, nejlépe trnitých, paseky, okraje lesů, remízky a parky.

## Výskyt v Česku
V České republice se vyskytuje na většině území od nížin až po 1800 m n. m.

## Početnost
Na jaře 1969 byl během pozorování jarního příletu pěnic hnědokřídlých na hnízdiště zaznamenán masivní úbytek jedinců. Z průzkumu, který se snažil tento pokles vysvětlit, následně vyplynulo, že příčinou je vysušování jižního okraje Sahary, Sahelu, které přímo působí na početnost druhu. Během jediné zimy přitom zapříčinilo např. vymizení 70 % populace hnízdící ve Velké Británii. Početnost druhu se v celé Evropě dramaticky snižovala až do začátku 70. let, od roku 1980 pak u ní lze zaznamenat mírný vzestup.
Na stavech pěnice hnědokřídlé se podepisuje také mícení remízků a pásů křovin v otevřené krajině, následkem kterého přichází o svá hnízdiště. I přes všechny nepříznivé vlivy je však stále běžným druhem pěvce, jehož početnost je jen v Evropě odhadována na 7–22 milionů hnízdících párů. V České republice pak hnízdí v počtu 90–180 tisíc párů.

## Potrava
Živí se hlavně hmyzem, pavouky a měkkýši, na podzim požírá také bobule.

## Hnízdění

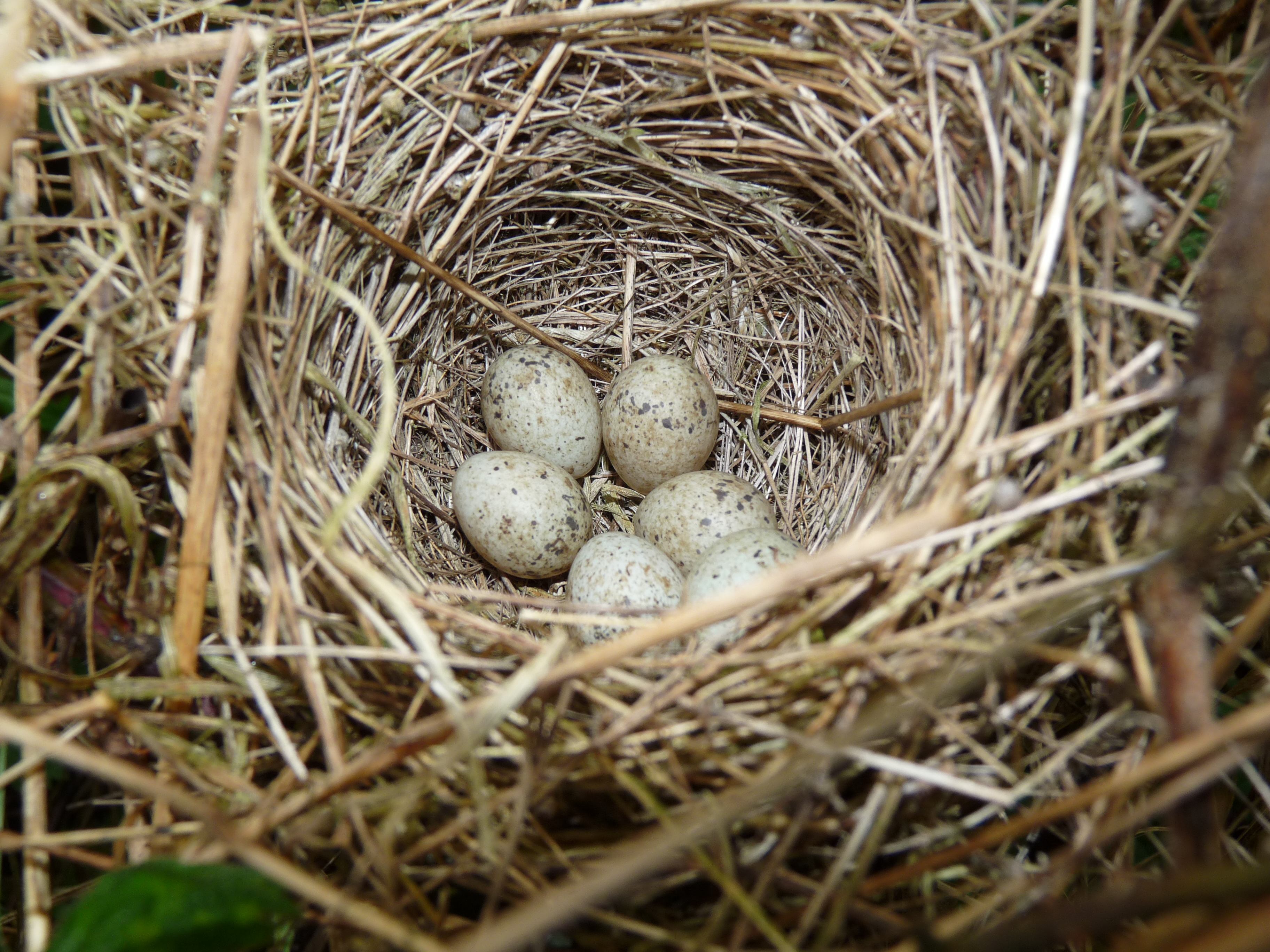
Hnízdo pěnice hnědokřídlé s vejci

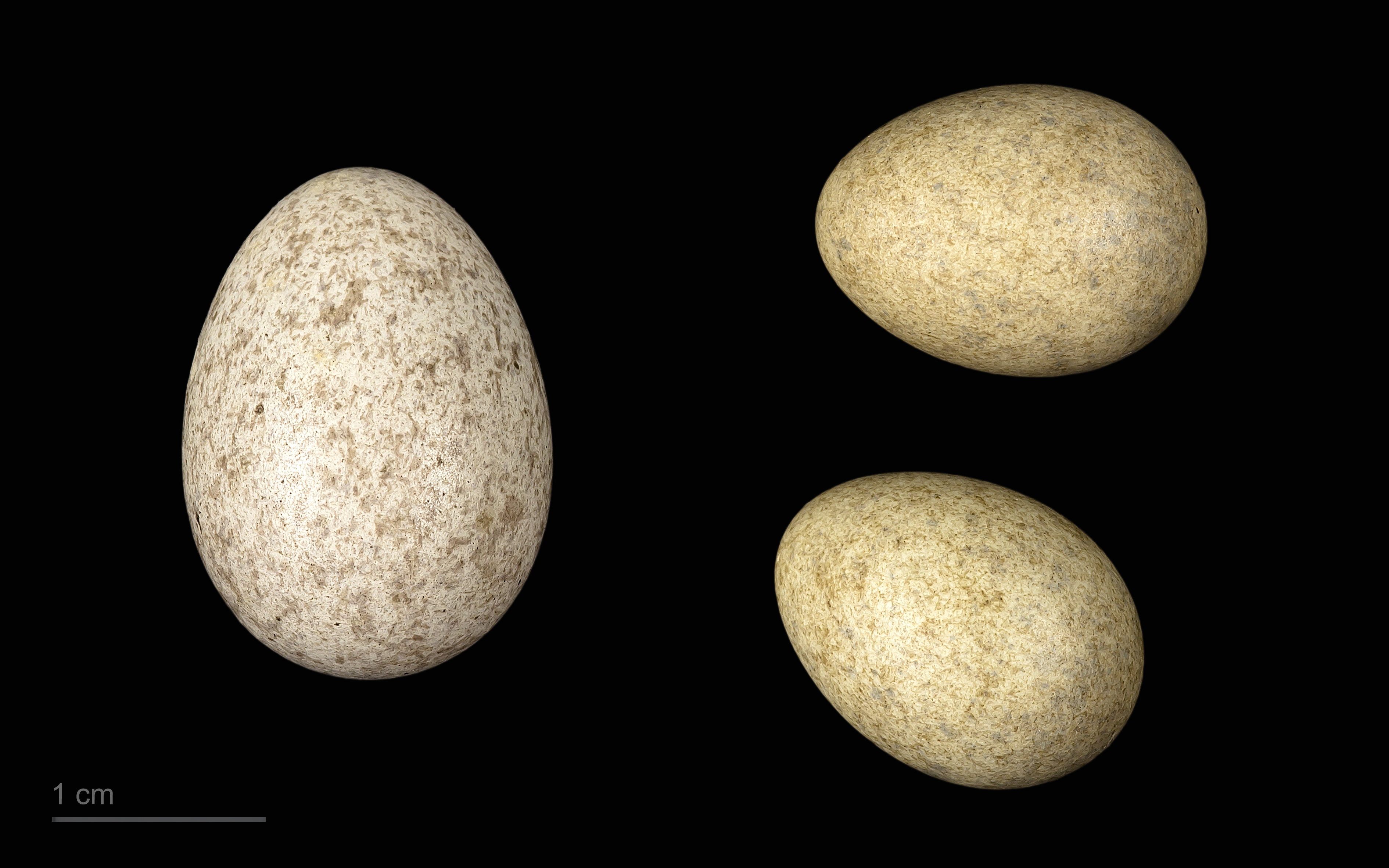
Cuculus canorus canorus + Sylvia communis

Pohlavně dospívá v prvním roce života. Ve střední Evropě hnízdí 1x až 2x ročně od května do července. Miskovité hnízdo z trávy, kořínků a chlupů staví dobře skryté v keřích nebo v jiné husté vegetaci, často v porostech kopřiv. Vždy se nachází nízko, obvykle ve výšce 20–50 cm nad zemí. V jedné snůšce je 4-5 světlých, hnědě skvrnitých, 18,4 x 14,0 mm velkých vajec, na kterých sedí po dobu 11–13 dnů střídavě oba rodiče. Mláďata pak hnízdo opouští po 10–12 dnech a ještě asi 1 týden jsou krmena mimo něj. Nejvyšší zaznamenaný věk je 7 let a 10 měsíců.